# Zollstander
Ein Zollstander ist eine Flagge, die von einem Wasserfahrzeug vor der Einfuhr in ein anderes Land beim Einlaufen in den Hafen gezeigt wird, um anzuzeigen, dass man beabsichtigt, dieses zu klarieren, um zum Beispiel die notwendigen Abgaben wie Zölle und Steuern zu entrichten.
Bei der Einreise mit einem Schiff gleich welcher Größe in ein neues Zollgebiet ist zur Ankündigung des Einklarierens (Anmeldung bei Zoll, Grenzbehörde und Hafenkapitän) das Zeigen des Zollstanders vorgeschrieben. Als internationaler Zollstander wird normalerweise die Flagge „Q“ aus dem Flaggenalphabet gezeigt. Nach den deutschen Zollbestimmungen (§ 4a ZollV) müssen klarierende Schiffe den Zollstander in Form des 3. Hilfsstanders (3rd Substitute) des internationalen Signalbuchs (International Code of Signals) führen.
Die in Deutschland gesetzlich vorgeschriebene Größe dieses Standers ist mindestens 150 × 120 cm, was auf Sportbooten zu Problemen führen kann. Daher wird eine kleinere Ausführung in zur Yachtgröße angemessenen Maßen toleriert. Die Zollflagge ist wegen der EU-Erweiterung nur noch selten zu sehen. Das als internationaler Zollstander normalerweise benutzte Flaggensignal „Q“ aus dem Flaggenalphabet ist in Deutschland nicht zulässig.

Der in Deutschland als Zollstander vorgeschriebene dritte Hilfsstander des Signalhandbuches.
Die Signalflagge „Q“ nach dem Flaggenalphabet wird in den meisten Ländern dieser Welt als Zollstander benutzt.

## Rechtslage
Die deutschen Zollvorschriften besagen, wann der Zollstander zu führen ist, und regeln weitere Pflichten des Schiffsführers:
- § 4a Zollverordnung (ZollV) – Zollzeichen bei Wasserfahrzeugen[1]
  - Wasserfahrzeuge haben bei der Einfahrt ab der Seezollgrenze ununterbrochen das Zollzeichen nach Anlage 2 zu führen oder andere von der Bundesfinanzdirektion Nord erlassene Überwachungsvorschriften zu beachten. Der Führer des jeweiligen Wasserfahrzeugs hat für die Einhaltung der Pflichten nach Satz 1 Sorge zu tragen. Dies gilt entsprechend für Wasserfahrzeuge, die auf dem Stettiner Haff in das Zollgebiet der Union einfahren.
- Anlage 2 ZollV – Zollzeichen[2]
  - (1) Das Zollzeichen besteht bei Tag aus einer weißen dreieckigen Flagge mit einem waagerechten schwarzen Mittelstreifen (3. Hilfsstander der amtlichen deutschen Ausgabe des internationalen Signalhandbuches 1969). Die Flagge ist am Signalstag oberhalb der Kommandobrücke oder am Vor- oder Hintermast bis zur Höhe der Saling zu hissen.
  - (2) Das Zollzeichen besteht bei Nacht aus einem weißen Zolllicht. Dieses Licht muss mindestens 1 m, höchstens 2 m senkrecht unter dem nach Regel 23 der Internationalen Regeln von 1972 zur Verhütung von Zusammenstößen auf See (Anlage zu § 1 der Verordnung zur Seestraßenordnung vom 13. Juni 1977 (BGBl. I S. 813) in der Fassung des Artikels 4 der Verordnung vom 7. Dezember 1994 (BGBl. I S. 3744) vorgeschriebenen Hecklicht geführt werden. Es muss so eingerichtet und angebracht sein, dass es ein ununterbrochenes Licht über einen Bogen von mindestens 10, höchstens 12 Kompassstrichen – je 5 oder 6 Strich von recht achteraus nach jeder Seite des Schiffes – wirft. Das Licht muss auf eine Entfernung von mindestens 1 sm sichtbar sein.